# Katsuya Nakamoto
Katsuya Nakamoto (japanisch 中元 勝也 Nakamoto Katsuya; * 13. März 1977 in Otaru) ist ein ehemaliger japanischer Freestyle-Skier. Er startete in den Buckelpisten-Disziplinen Moguls und Dual Moguls.

## Werdegang
Nakamoto nahm zunächst von 1995 bis 1999 am Europacup sowie am Nor-Am-Cup teil und errang dabei fünf Podestplatzierungen, darunter einen ersten Platz. Erstmals im Weltcup startete er im Februar 1999 in Inawashiro, wobei er den 24. Platz im Moguls errang und belegte bei den folgenden Weltmeisterschaften 1999 in Meiringen-Hasliberg den 17. Platz im Moguls und Dual Moguls. In der Saison 1999/2000 kam er im Weltcup dreimal unter den ersten Zehn. Dabei erreichte er im Whistler-Blackcomb mit dem fünften Platz im Dual Moguls seine beste Platzierung und zum Saisonende mit dem 32. Platz im Gesamtweltcup sowie jeweils mit dem 16. Rang im Moguls-Weltcup und Dual-Moguls-Weltcup seine besten Gesamtergebnisse. In den folgenden Jahren kam er bei den Weltmeisterschaften 2001 in Whistler auf den 18. Platz im Moguls sowie auf den 17. Rang im Dual Moguls und bei den  Olympischen Winterspielen 2002 in Salt Lake City auf den 26. Platz im Moguls-Wettbewerb. Zudem nahm er im März 2002 in Madarao letztmals am Weltcup teil und sprang dort auf den 25. Platz im Moguls.

## Erfolge

### Olympische Spiele
- 2002 Salt Lake City: 26. Platz Moguls

### Weltmeisterschaften
- 1999 Meiringen-Hasliberg: 17. Platz Dual Moguls, 17. Platz Moguls
- 2001 Whistler: 17. Platz Dual Moguls, 18. Platz Moguls

### Weltcup-Gesamtplatzierungen
Nakamoto nahm an 26 Weltcups teil und erreichte vier Top-Zehn-Platzierungen.
| Saison    | Gesamt | Gesamt | Moguls | Moguls | Dual Moguls | Dual Moguls |
| Saison    | Punkte | Platz  | Punkte | Platz  | Punkte      | Platz       |
| --------- | ------ | ------ | ------ | ------ | ----------- | ----------- |
| 1998/99   | 2      | 74.    | 8      | 42.    | 4           | 37.         |
| 1999/2000 | 47     | 32.    | 188    | 16.    | 76          | 16.         |
| 2000/01   | 33     | 47.    | 132    | 26.    | –           | –           |
| 2001/02   | 7      | 83.    | 40     | 44.    | 8           | 35.         |